# Шербул Іван Петрович
Іван Петрович Шербул (нар. 1 січня 1949, с. Олексіївка) — український актор, композитор і співак. Заслужений артист України (2000), народний артист України (2021).

## На Буковині і Галичині
Шербул Іван Петрович розпочав трудову діяльність солістом оркестру Буковинських народних інструментів після закінчення Київського інституту культури (диригентсько-хоровий відділ) в 1974 році. Потім працював солістом народного оперного театру профспілок м. Чернівці. Артист мав великий успіх у ведучих партіях: граф Альмавіва («Севільський цирульник»), молодий циган («Алєко») С. Рахманінова, Андрій («Запорожець за Дунаєм»).
У 1983—1984 рр. — артист-вокаліст оперного жанру в Чернівецькій філармонії. Протягом 1984—1985 років Шербул І. П. працював в Івано-Франківському українському музично-драматичному театрі. З 1985 року працював у Луганському музично-драматичному театрі
В 2014 році, після російської окупації Луганська переїхав разом з театром до Сєверодонецька Луганської області. У 2022 році, після початку повномасштабного російського вторгнення в Україну, коли фронт підійшов до Сєверодонецька, Іван Петрович вдруге втратив домівку й став вимушеним переселенцем. Після важкої хвороби помер 23 грудня 2022 року в госпіталі міста Шербур-Октевіль, Франція.

## У драматичних і музичних виставах
В Луганському обласному українському музично-драматичному театрі актор працює з 1985 року. Іван Шербул володіє чудовим вокальним голосом, виразною сценічною мовою, привабливою зовнішністю, темпераментом, має гарну енергетику і сценічну заразливість. Ці якості допомогли акторові зайняти ведуче положення в трупі і створювати цікаві, яскраві, колоритні характери як в драматичних виставах, так і в музичних:
- Стешко («Жіночий бунт»).
- Професор Лазич («ТоБЕ'Ж»).
- Золотницький («Хазяїн»).
- Абдулла («Виходили бабки заміж»).
- Григорій («Ах, мігрень!»).
- Шпак («Шельменко — денщик»).
- Едмонд («Дами і гусари»).

## У п'єсах української класики
Музичність, сердечність, безпосередність актора складають його неповторну індивідуальність, виявляючи менталітет його, як національний. З особливою теплотою і душевною щедрістю створює актор характери в п'єсах української класики:
- Черевик («Сорочинський ярмарок»).
- Левко («Майська ніч»).
- Олексій («Сватання на Гончарівці»).
- Свати («Назар Стодоля»).

## Лірико-драматичний тенор
Як вокаліст, лірико-драматичний тенор повного діапазону, артист яскраво розкрив своє обдарування в музичних виставах:
- Митрусь («Холопка»).
- Младек («Бідний студент»).
- Джим («Роз-Марі»).
- Орловський, Фальк («Летюча миша»).

## Відзнаки
Актор веде активну концертну діяльність, він учасник квартету «Різнобарви», який став лауреатом І Міжнародного конкурсу української пісні в м. Краснодоні у 1997 році, володар «Гран-прі». І. П. Шербул — стипендіат премії відомим діячам культури та мистецтва Луганської обласної ради.